# 世界角力總會
世界角力總會（英語：United World Wrestling，缩写UWW）是一個國際性角力管理組織。主辦賽事為世界角力錦標賽。原名為國際角力總會（法語：Fédération Internationale des Luttes Associées，缩写FILA），於2014年9月改為現名。

## 項目
截至2016年，UWW制定規章制度並舉辦以下角力項目的國際比賽：
奧運項目
- 自由式角力 (男子和女子)

相關項目
- 擒拿（有道服、无道服）
- 沙灘角力 (2004年獲得FILA大會認可[3][4])
- 業餘潘克拉辛 (2010年獲得FILA大會認可[5])
- 傳統角力
  - 非洲角力[6]
  - Alysh 帶式角力[7](2008年獲得FILA大會認可[8])
  - Pahlavani wrestling[9]

## 外部連結
- 官方网站 （英文） （法文）
- 國際角力名人堂